# Diwana
Diwana (Hindi: दिवाना, übersetzt: der Verrückte) ist ein Bollywoodfilm der 1960er-Jahre. Die Hauptrollen werden von Raj Kapoor, Saira Banu und Kamal Kapoor dargestellt.

## Handlung
Der wohlerzogene Naivling Pyare folgt stets der Stimme seines Herzens. Als kleiner Säugling hat sein Vater Ramdas seine Familie aus Geldgier verlassen. Kurz darauf starb auch seine Mutter. Aufgewachsen ist er bei Fatima Begum, die ihn stets wie ihren eigenen Sohn behandelte.
Eines Tages tritt die hübsche Kamini Gupta in sein Leben. Sie ist von zu Hause abgehauen, weil ihr "Onkel" Maryadas sie mit seinem Adoptivsohn Inder zwangsverheiraten möchte, nur um an ihr Erbe heranzukommen.
Pyare will dem hübschen Mädchen helfen, doch er gerät in nur noch größere Schwierigkeiten. Ihm wird sogar der Mord an Inder angehängt.
Als Pyare erfährt, dass Maryadas sein Vater Ramdas ist und gleichzeitig auch der Mörder von Inder, gesteht er aus Respekt die Tat, die er nicht begangen hat. Dies erregt Mitleid bei Ramdas. Er kann die Schuld nicht auf seinem eigenen Sohn stehen lassen und gesteht den Mord.
Vater und Sohn verabschieden sich voneinander und Kamini wird Pyares (den sie auch liebevoll Diwana (Verrückter) nennt) Braut.

## Musik
| Songtitel               | Sänger/in      |
| ----------------------- | -------------- |
| Aye Sanam Jisne Tujhe   | Mukesh         |
| Diwana Mujhko Log Kahen | Mukesh         |
| Hum To Jate Apne Gaon   | Mukesh         |
| Pate Ki Baat Kahega     | Mukesh         |
| Taron Se Pyare          | Mukesh         |
| Tumhari Bhi Jai Jai     | Mukesh, Sharda |
| Tumko Sanam Pukar Ke    | Sharda         |

## Auszeichnungen
Filmfare Award 1969
Nominierungen
- Filmfare Award/Beste Hauptdarstellerin an Saira Banu
- Filmfare Award/Beste Musik an Shankar-Jaikishan
- Filmfare Award/Beste Playbacksängerin an Sharda für Tumhari Bhi Jai Jai